# Camp de Beugy
Le camp de Beugy ou camp des Anglais est un camp retranché situé à 800 m de Sainte-Suzanne (sur la commune nouvelle de Sainte-Suzanne-et-Chammes, dans la Mayenne), qui a servi de base de 1083 à 1086 aux troupes de Guillaume le Conquérant, pour assiéger — en vain — la cité fortifiée tenue par le vicomte du Maine Hubert II de Beaumont.

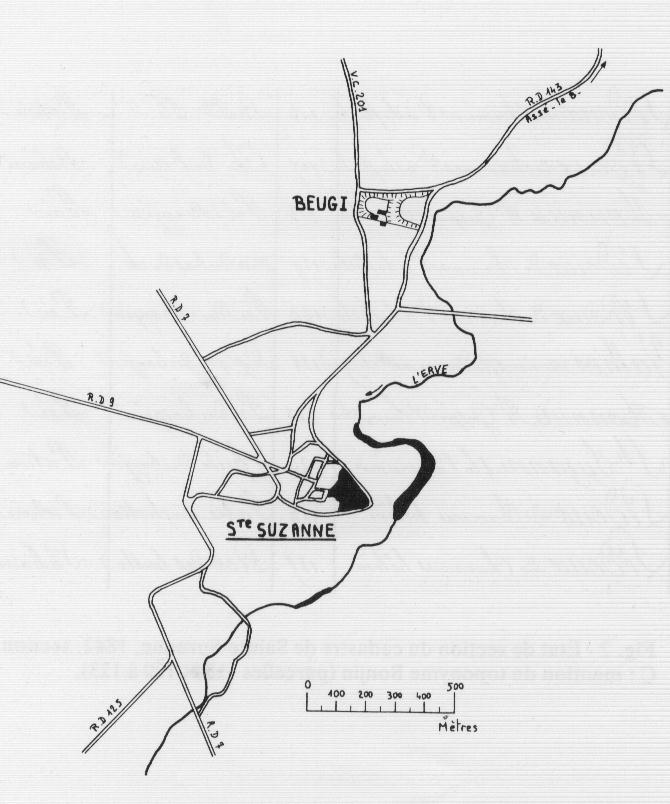
Situation du camp de Beugy à Sainte-Suzanne (Mayenne).

Le camp de Beugy a reçu le 4 mai 2011 le label « Architecture de terre remarquable en Europe » (Projet Terra [in]cognita) décerné par l'ICOMOS (International Council on Monuments and Sites).

## Description
Le camp de Beugy, dont l'état de conservation est remarquable, est inscrit à l'inventaire des Monuments Historiques depuis le 28 juillet 1937 (Site archéologique : 53 255 3 AH). Il constitue un exemple d'un type d'architecture militaire, celui des remparts de terre et de pierres. Il se trouve à 800 mètres environ au nord de Sainte-Suzanne, entre la route départementale 143 (direction Assé-le-Bérenger) et la voie communale 201, dominant des parcelles de prairies, près de la rivière Erve, appelées Beugic par Orderic Vital, puis Beugi, Bongen, Bonjin (cadastre 1842-1843) et aujourd'hui Beugy. Les historiens qui se sont penchés sur ces fortifications s'accordent pour en attribuer la réalisation à Guillaume le Conquérant. Les propriétés voisines ont pour noms La motte et Châteauneuf mais cette toponymie est d'époque moderne.

D'une superficie de près de 2 ha 50, il est constitué de deux ensembles de fortifications rectangulaires orientées est-ouest, séparées d'un fossé, entourées de douves dont seul le fond était en eau, et présentant une configuration originale en forme de fer à cheval. Le flanc sud fait face à Sainte-Suzanne, parfaitement visible mais hors de portée des armes de l'époque. Les élévations de terre, renforcées de pierres mêlées issues du décaissement des fossés se sont érodées depuis de deux à trois mètres. La présence de palissades n'a pas pu être démontrée. Une barre rocheuse, préservée dans le creusement du fossé entre les structures, évoque le franchissement et le passage  d'une structure à l'autre.

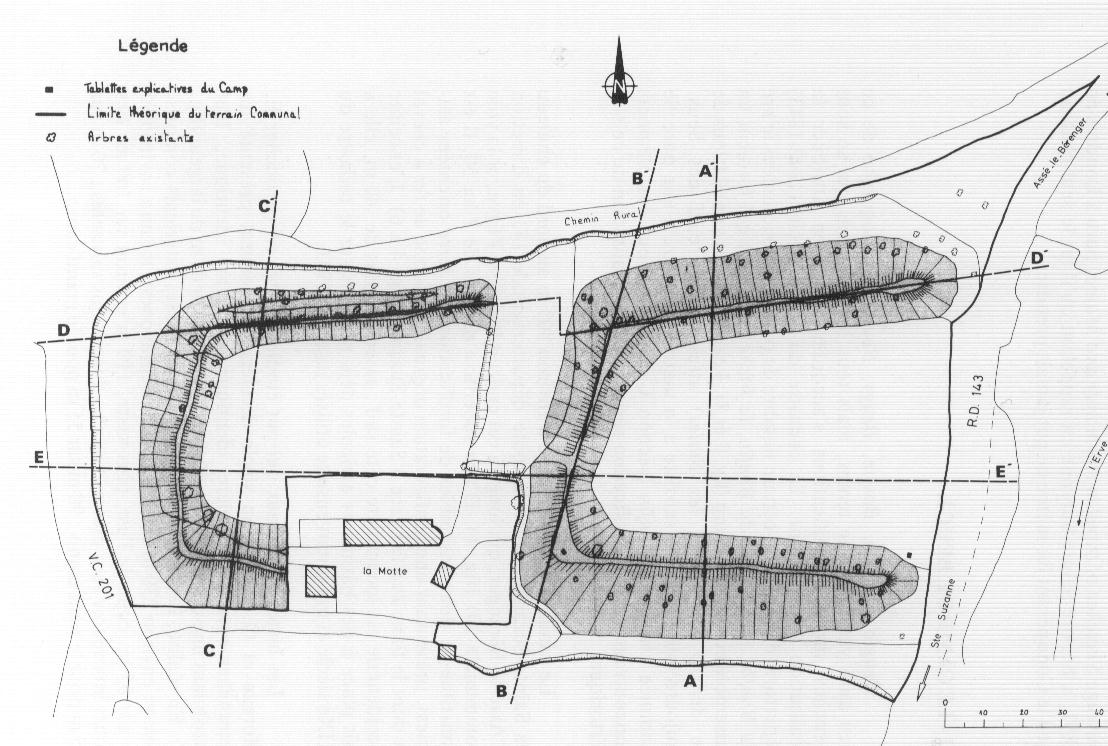
Les deux parties du camp de Beugi

L'ensemble des deux camps, fossés extérieurs compris, couvre environ 230 m sur 110 m (l'enceinte ouest mesure 95 m x 85 m, celle de l'est, plus vaste, 110 m x 100 m environ). Les cours intérieurs sont plates et ont les dimensions suivantes : 70 m x 45 m pour le "petit camp", 90 m x 55 m pour le "grand camp". Les différentes appellations du camp attestent du relief des lieux : la motte, les buttes. L'enceinte occidentale est incomplète côté sud : rasée sur plus de 40 mètres, elle a fait place à des bâtiments agricoles déjà présents sur le cadastre du XIXe siècle et qui furent utilisés jusqu'en 1981.

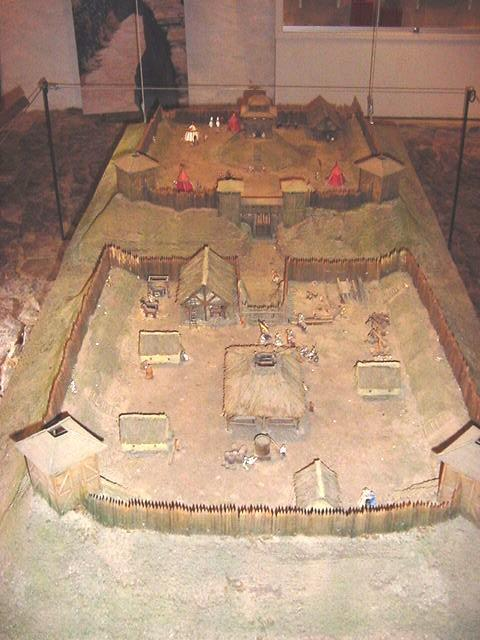
Maquette du camp de Beugy (Musée de l'auditoire, Sainte-Suzanne)

Cette structure représente bien la méthode employée par Guillaume le Conquérant depuis le début de ses conquêtes (Brionne en 1047, Domfront en 1049, Arques en 1052...), et décrite par Gabriel Fleury en 1891 dans la Revue historique et archéologique du Maine : « Quand il ne pouvait enlever une ville de vive force et d'un premier assaut, il renonçait immédiatement à de nouvelles attaques (...), bloquait la ville, laissant des soldats dans les retranchements qu'il avait élevés, attendant que l'ennemi, vaincu par la famine, se rendît à sa merci ». C'est précisément ce qu'entreprend Guillaume en 1084 devant la forteresse convoitée de Sainte-Suzanne, et invaincue lors de la première bataille. Orderic Vital, dont le père avait pris part aux côtés de Guillaume à la conquête de l'Angleterre, rapporte dans son Histoire de Normandie, qu'impuissant à enlever la forteresse de Sainte-Suzanne, « le Roi éleva un fort dans le val de Beugic et y plaça une garnison pour contenir l'ennemi ».

## La résistance du Maine à Guillaume le Conquérant
Comment Guillaume le Conquérant en vient-il à assiéger cette place forte ?
- La seconde moitié du XIe siècle est marquée en France[Quoi ?] par une grande confusion[évasif]. Partout, luttes et violences mettent le pays[Lequel ?] à feu et à sang[évasif]. Devant l'effacement du pouvoir royal, le comté du Maine acquiert de fait une certaine indépendance. Cependant, par sa situation géographique, il fait l'objet de convoitises de la part de ses puissants voisins, les comtes d'Anjou, les ducs de Bretagne et de Normandie, mais aussi des seigneurs de Bellême, guerriers particulièrement redoutés.
- C'est dans ce contexte qu'Herbert II, comte du Maine, craignant les prétentions de Geoffroy II Martel, comte d'Anjou, se rapproche de Guillaume et conclut avec lui un traité d'allégeance : en cas de mort d'Herbert sans héritier, le comté du Maine reviendrait au duc de Normandie. Herbert II promet aussi d'épouser l'une de ses filles, et de fiancer sa sœur Marguerite à Robert Courteheuse, l'un des fils de Guillaume.
- Marguerite décède, précédant de peu le décès de son frère Herbert II du Maine en 1062. Aucun héritier n'étant né, Guillaume estime que le traité s'applique et que les terres du comté du Maine lui reviennent donc de droit. Il installe son fils Robert Courteheuse comme comte du Maine mais dirige en fait lui-même le nouveau territoire.
- Mais en 1063 les Manceaux refusent cette domination et se révoltent avec, à leur tête, Gautier III de Vexin, soutenu par Geoffroy II de Mayenne, Hubert II seigneur de Beaumont, Fresnay et Sainte-Suzanne, Hugues de Sillé (1040-1087), mais aussi par Geoffroy Martel puis par son neveu Geoffroy III le Barbu.
- Malgré cette coalition, Guillaume s'empare du Mans, fait prisonnier Gautier III de Vexin qui y était retranché, l'emmène à Falaise où il le tue[Information douteuse]. Il complète sa victoire en se rendant maître des châteaux de la région : Gorron, Lassay, Mayenne, où Geoffroy II de Mayenne assiégé finit par capituler, et celui   d'Ambrières (où il avait lui-même fait construire une forteresse en 1052 lors d'une incursion sur les terres du comte d'Anjou).
- Pensant avoir ainsi soumis le Maine, Guillaume part conquérir l'Angleterre en 1066. C'était sous-estimer l'obstination des Manceaux, qui à nouveau se révoltent contre la domination normande et les ambitions du comte d'Anjou Foulque-le-Réchin, également neveu de Geoffroy Martel, qui avait pris possession du Maine. Furieux d'en avoir perdu le contrôle, Guillaume retourne sur le continent et, en 1073, à la tête d'une puissante armée, s'empare des châteaux de Fresnay, de Beaumont et de Sillé, puis se dirige vers Le Mans et soumet la ville.
- Hubert II de Beaumont, seigneur de Sainte-Suzanne, réfugié alors dans son dernier château, met en échec Guillaume en résistant à sa première attaque. C'est alors que Guillaume, appliquant sa tactique habituelle, construit à Beugy son camp retranché pour assiéger la cité.

## L'attaque et le siège

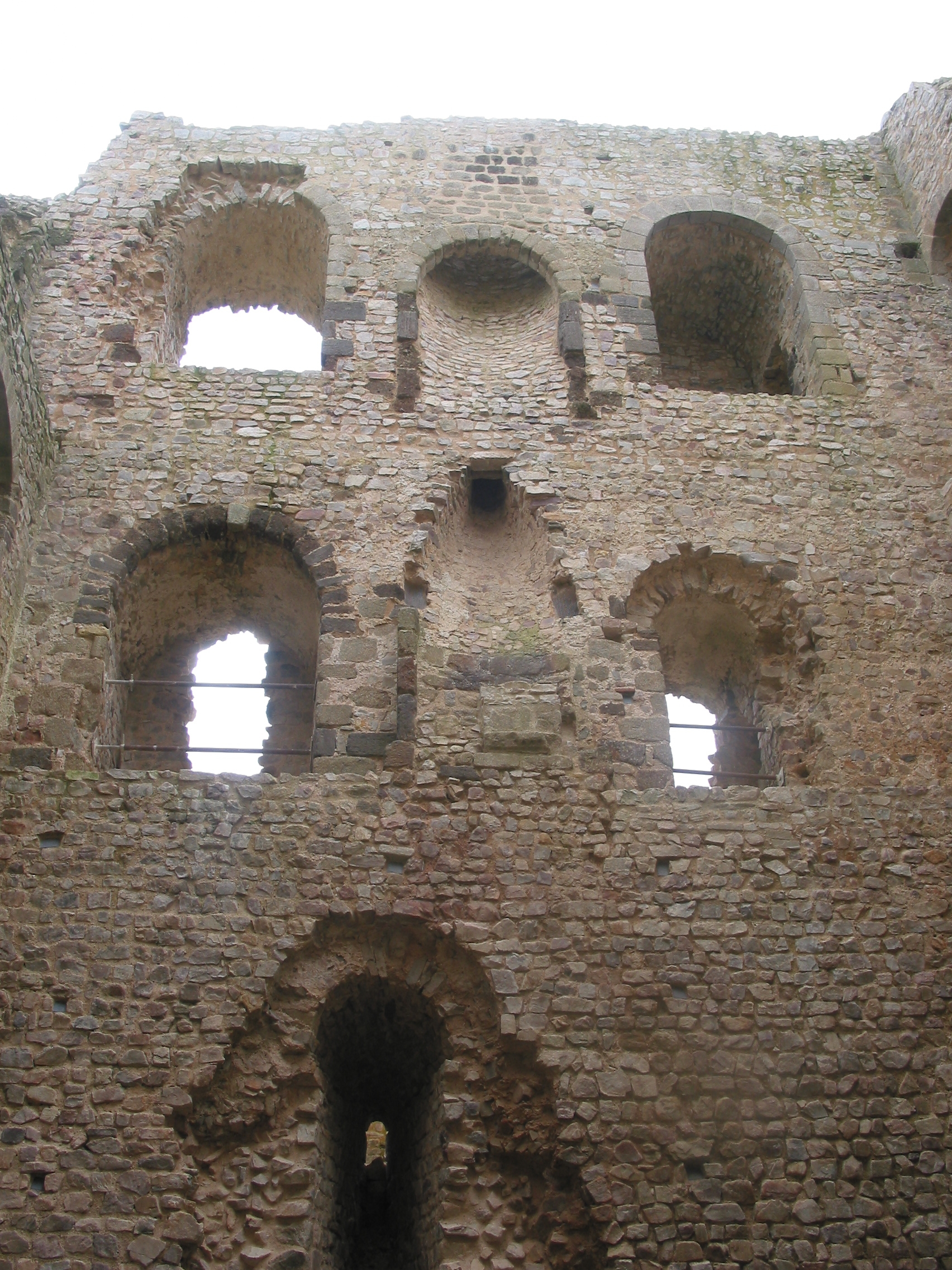
L'intérieur du donjon d'Hubert II

« Le roi, dit Orderic Vital, ne put assiéger la forteresse, qui était inaccessible à cause des rochers et de l'épaisseur des vignes qui l'entouraient de toutes parts ; il ne put pas davantage y bloquer l'ennemi parce que celui-ci se procurait courageusement des moyens de communication ». 

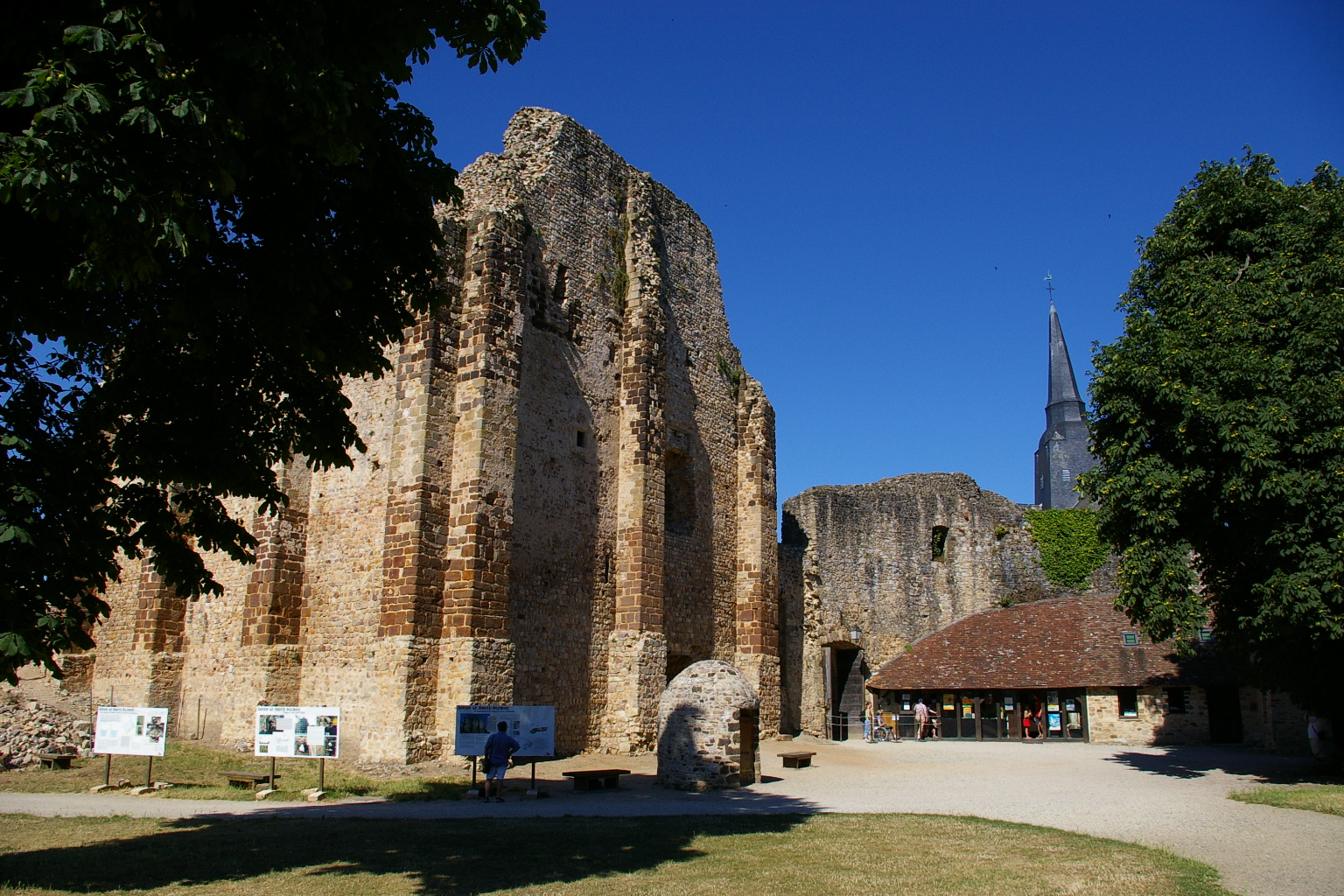
Donjon de Sainte-Suzanne (première moitié du XIe siècle).

Un souterrain, dit-on, menait du château au Grand-moulin ou Moulin au Vicomte, situé sur l'Erve en contrebas, et permettait d'alimenter en farine et vivres divers le château, qui disposait en outre d'un puits au pied même du donjon. La population assiégée pouvait ainsi vivre en autarcie et supporter un siège prolongé.
Guillaume plaça une forte garnison dans le camp de Beugy, commandée par l'un de ses plus fidèles capitaines, Alain le Roux.
Orderic Vital poursuit : « L'armée du roi, à la tête se trouvait Alain le Roux, comte des Bretons, se faisait remarquer par ses richesses, par ses chevaux et par son appareil militaire ; mais les assiégés s'efforçaient de l'égaler en courage et en nombre, car de l'Aquitaine, de la Bourgogne et des autres provinces de France, les meilleurs chevaliers accouraient vers Hubert pour le seconder de leurs efforts et de leur bravoure. Il en résulta que le château de Sainte-Suzanne s'enrichit aux dépens des assiégeants, et que de plus en plus il se fortifia dans ses moyens de résistance. Il arrivait souvent que de riches seigneurs, normands ou anglais, tombaient dans les mains des assiégés : au prix de leur rançon, le vicomte et Robert de Bourgogne, dont il avait épousé la nièce, ainsi que les autres personnes de son parti, s'enrichissaient honorablement ».
Orderic Vital précise que, de 1083 à 1086, « Hubert résista aux normands et, chargé des dépouilles de l'ennemi, brava ses attaques. Dans cette guerre, Robert de Vieux-Pont, Robert d'Ussi et plusieurs autres chevaliers normands de distinction furent tués ».

La légende de la Mule du Grand-moulin
Au début du XXe siècle, le folkloriste Amand Dagnet écrivit une chanson sur la légende de la mule blanche du Grand-moulin, qui aurait approvisionné en vivres et farine les assiégés, via un souterrain, durant le siège de 1083-1086. (Sainte-Suzanne en chansons, Imp. Goupil, Laval, 1929). Cette chanson fut remise en musique à la fin des années 1960 par le Grand Prix de Rome de musique Jean Deré.
- Chantons tous, le verre à la main, / Blanche-mule du Grand-moulin : / La mule blanche, Blanche-mule, / Du Grand-moulin jusqu'à la tour, / Va son train, jamais ne recule, / En haut, puis en bas, tour à tour. / Vive la bonne mule blanche / Qui jamais ne bute ou ne flanche !
- Quand l'ennemi, de toutes parts, / Nous assiège dans nos remparts, / Monsieur l'Anglais garde la porte, / Attendant qu'on meure de faim... / Il peut ! car Blanche-mule apporte / La farine du Grand-moulin. / Vive la bonne mule blanche...
- La mule seule, assurément, / Vaut bien autant qu'un régiment : / Grâce à son pied sûr et rapide, / Nous avons le bon pain de blé... / Grand Dieu ! merci ! car ventre vide / Aurait vite capitulé. / Vive la bonne mule blanche...
- L'assiégeant ne se doute pas / Que sous son nez ? Non, sous ses pas, / Blanche-mule, active, s'empresse / À nourrir ses chers Suzannais, / Et qu'en cheminant elle laisse / ... Des crottes, pour Monsieur l'Anglais ! / Vive la bonne mule blanche...[note 6].

## La mort de Richer de l'Aigle
Le 18 novembre 1085, lorsque l'armée normande allait charger l'ennemi, un jeune homme encore imberbe, qui s'était caché le long du chemin dans des buissons, tira une flèche et frappa mortellement sous l'œil Richer de l'Aigle, fils d'Engenulf de l'Aigle. Ses compagnons d'armes accoururent pleins de fureur, se saisirent du jeune homme et voulurent le tuer pour venger ce noble seigneur, mais Richer mourant le protégea.
Pendant qu'on voulait égorger le jeune homme, le blessé cria aussi fort qu'il put : "Pour l'amour de Dieu, laissez-le aller; c'est ainsi que je dois mourir, pour l'expiation de mes péchés." Le meurtrier fut aussitôt renvoyé; le chevalier, digne de regrets, confessa ses péchés à ses camarades et mourut avant qu'on eût pu le conduire en ville.
En janvier 1086, Gislebert de l'Aigle, souhaitant venger la mort de Richer, s'efforce, notamment avec Guillaume Ier de Warenne et Baudry de Guitry, de livrer assaut aux assiégés, avec l'aide d'une puissante armée de Normands, mais ils n'y gagnèrent que le fer qui s'enfonça dans leurs blessures, relate Orderic Vital. Guillaume, comte d'Évreux (1067-1118), est fait prisonnier, et Machiel de Guitot, fils de Godefroi le Petit, est blessé mortellement.

## La fin du siège
Comme les Normands qui gardaient le camp de Beugy ne pouvaient l'emporter sur Hubert de Beaumont ni par la valeur, ni par le bonheur, ayant changé de résolution, ils essayèrent de le faire entrer dans l'alliance du roi. Hubert consentit sagement aux négociations, et Guillaume le Conquérant s'y prêta, découragé par la mort de tant de braves chevaliers, entre autres par celle d'Hervé le Breton (ou plus probablement Anvrai le Breton ?), qui avait succédé à Alain le Roux dans le commandement du siège.
Guillaume reçut amicalement en Angleterre le défenseur de Sainte-Suzanne, lui rendit honorablement les domaines de ses pères, et dès lors se maintint en bonne intelligence avec lui. Ainsi prit fin le siège de Sainte-Suzanne. Guillaume le Conquérant, blessé lors du siège de Mantes, mourut à Rouen peu de temps après, le 9 septembre 1087. Hubert II mourut vers 1095 mais la famille de Beaumont, ensuite alliée aux Brienne, tint la vicomté jusqu'à la fin du XIVe siècle.

## Épilogue
Hubert II de Beaumont, dit Hubert de Sainte-Suzanne, sortit donc invaincu de ce siège de quatre ans, si bien que Sainte-Suzanne est citée dans l'histoire d'Angleterre comme "le seul château que Guillaume le Conquérant ne put jamais prendre".

## Patrimoine
- Pays d'art et d'histoire Coëvrons-Mayenne
- Le camp de Beugy, malgré une érosion de près de mille ans, est encore impressionnant de nos jours. Les sortes de bastions situés aux angles de l'enceinte dominent d'environ 10 m les fossés extérieurs. Une dépression très nette, entre les deux camps, est tout à fait visible à l'endroit où se situait ce passage. La forme générale a été sauvegardée car aucune construction, à l'exception de la ferme de La Motte, n'a été bâtie sur ces terrains, qui ont toujours gardé une vocation agricole et n'ont été légèrement érodés que par le passage des animaux et l'action des outils.
- Le camp des anglais est aujourd'hui, à l'exception du terrain de La Motte, propriété de la commune de Sainte-Suzanne, qui en a fait l'acquisition en 1989 dans le but de sauvegarder le site, de le mettre en valeur et de l'ouvrir au public. Puissent des fouilles approfondies y être menées un jour.
- Le camp, situé en bordure de la route d'Assé-le-Bérenger, est ouvert en toute saison aux promeneurs, piétons et randonneurs. Parking à proximité.
- Le camp de Beugy a donné son nom à une rue de Sainte-Suzanne : la rue du camp des anglais (D9 route de Torcé-Viviers-en-Charnie).